# Bistum Choluteca
Das Bistum Choluteca (lat.: Dioecesis Cholutecensis) ist eine in Honduras gelegene römisch-katholische Diözese mit Sitz in der Stadt Choluteca. Sein Gebiet umfasst die Verwaltungsbezirke Choluteca und Valle.

## Geschichte
Das Bistum Choluteca wurde am 8. September 1964 durch Papst Paul VI. aus Gebietsabtretungen des Erzbistums Tegucigalpa als Territorialprälatur Choluteca errichtet. Die Territorialprälatur Choluteca wurde am 29. August 1979 durch Papst Johannes Paul II. zum Bistum erhoben. Das Bistum Choluteca ist dem Erzbistum Tegucigalpa als Suffraganbistum unterstellt.

## Ordinarien

### Prälaten von Choluteca
- Marcel Gérin y Boulay PME, 1964–1979

### Bischöfe von Choluteca
- Marcel Gérin y Boulay PME, 1979–1984
- Raúl Corriveau PME, 1984–2005
- Guido Plante PME, 2005–2012
- Guy Charbonneau, 2013–2023
- Teodoro Gómez Rivera, seit 2023